# Paolo Emilio Cesi
Paolo Emilio Cesi (ur. w 1481 w Umbrii, zm. 5 sierpnia 1537 w Rzymie) – włoski kardynał.

## Życiorys
Urodził się w 1481 roku w Umbrii, jako syn Angela Cesiego i Francesci (Franceschiny) Cardoli (jego bratem był Federico Cesi). Po studiach uzyskał stopień doktora utroque iure, a następnie udał się do Rzymu, gdzie został kanonikiem bazyliki liberiańskiej, protonotariuszem apostolskim i regentem Kancelarii Apostolskiej. 1 lipca 1517 roku został kreowany kardynałem diakonem i otrzymał diakonię San Nicola inter Imagines. Po śmierci Leona X był członkiem pięcioosobowej grupy kardynałów, zarządzających Państwem Kościelnym, do zakończenia sediswakancji. Pełnił rolę administratora apostolskiego Lund (1520–1521), Sionu (1522–1529), Todi (1523), Narni (1524), Cervii (1525–1528), Civita Castellana (1525–1537) i Massy Marittimy (1529–1530). W 1527 roku został członkiem komisji mającej rozwiązać problemy wynikłe z apostazji Albrechta Hohenzollerna, który pozostawił zakon krzyżacki bez wielkiego mistrza. W czasie złupienia Rzymu utracił cały majątek i schronił się w Zamku św. Anioła, a następnie został pojmany i uwięziony wraz z Franciottem Orsinim. Został oswobodzony na początku 1529 roku, a kilka miesięcy później towarzyszył Klemensowi VII w jego podróży do Bolonii, gdzie miała odbyć się koronacja Karola V. Podczas podróży kardynał zatrzymał się w Narni i, widząc panującą tam biedę, namawiał papieża do rekompensaty poniesionych strat, dzięki czemu został mianowany gubernatorem i protektorem miasta. W 1533 roku Klemens powołał Cesiego, Lorenza Campeggię i Antonia Marię Ciocchi del Monte w skład komisji mającej rozważyć oddalenie Katarzyny Aragońskiej przez Henryka VIII. Cesi był także członkiem trzech innych komisji: do spraw reformy obrzędów, reformy Kurii Rzymskiej i procesu kardynała Benedetta Accoltiego. Pod koniec życia pełnił także funkcję prefekta Trybunału Sygnatury Łaski. Zmarł 5 sierpnia 1537 roku w Rzymie.